# سفيان عارف التل
سفيان عارف التل من مواليد 4 شباط 1936 بالأردن، ينتمي إلى محافظة إربد شمال الأردن. أكاديمي وناشط وطني وسياسي أُردني. مستشار دولي في شؤون البيئة. المقرر الأسبق لبرنامج الأمم المتحدة للبيئة. 

## الدراسة والعمل
درس الهندسة المعمارية في جامعة آخن الألمانية، وتخرج عام 1967.  وتابع مشواره الأكاديمي فحصل عام 1971 على درجة الدكتوراة في هندسة التخطيط الإقليمي والحضري من جامعة فيينا في النمسا بإشراف رئيس جامعة فيينا البروفسور فورتسر. وبالتحاقه في سلك الوظيفة العامة في الأردن عمل مديرًا لدائرة التخطيط، ومديرًا لدائرة البيئة، كما وأشرف على برنامج الاستراتيجية البيئية للأردن وحالة البيئة في الأردن.
مثّل الأردن لفترة تسع سنوات لدى المجلس التنفيذي لبرنامج الأمم المتحدة للبيئة UNEP وانتُخب مقررًا عامًا للبرنامج وذلك لدورتين متتاليتين 1989- 1991.
شارك في إعداد اتفاقية بازل الخاصة بضبط نقل النفايات الخطرة عبر الحدود واتفاقية فينا لحماية طبقة الأوزون، وانتخب من المجلس التنفيذي لعضوية الصندوق الثنائي لتنفيذ بروتوكول مونتريال لحماية طبقة الأوزون.
عمل بوظيفة كبير مستشارين مع برنامج الأُمم المتحدة الإنمائي (UNDP). وقدّم دراسات في التخطيط والبيئة بتكليف من منظمات الأمم المتحدة المختلفة لمعظم الدول العربية، وأَشرف في الأثناء على إعداد الاستراتيجية البيئية لدولة الكويت واستراتيجية قطاع النفط.
تمّ تكليفه مع مجموعة من المستشارين الدوليين لإعداد هيكل توقعات البيئة العالمية عام 1997، والتي تصدر عن برنامج الأُمم المتحدة للبيئة، وكان أَحد مُدققي الإصدار الأول لهذه الدراسة وأَحد مَراجعها ومُراجيعها. كما عمل مع مجموعة من المستشارين العرب على إعداد تقرير توقعات البيئة للمنطقة العربية عام 2010 بإشراف برنامج الأُمم المتحدة للبيئة وجامعة الدول العربية.

## النشاط السياسي
استهل نشاطه السياسي عندما كان لا يزال طالبًا في المدرسة، حيث تشكل وعيه الوطني والسياسي في حقبة تاريخية مهمة على الصعيد الوطني والقومي، والقضية الفلسطينية. وقد نضج هذا النشاط بشكل كبير إبّان حقبة الدراسة الجامعية، فضلًا عن الحياة العامة. وزاد زخم هذا النشاط في الأردن منذ عام 2003، عندما عمل على تكوين تيار شعبي معارض باسم الجمعية التأسيسية الوطنية الأردنية للتغيير، والمبادرة الوطنية الأردنية، الذي كان يهدف إلى التصدي لظاهرة الفساد الذي أخذ يستشري ويستفحل في الأردن على مستويات عديدة، لا سيما في مظهره الأبعد والمتمثل ببيع وخصخصة البنية الأساسية للأردن والمؤسسات والمرافق العامة فضلًا عن أراضي الدولة الأردنية.

## الحياة العملية

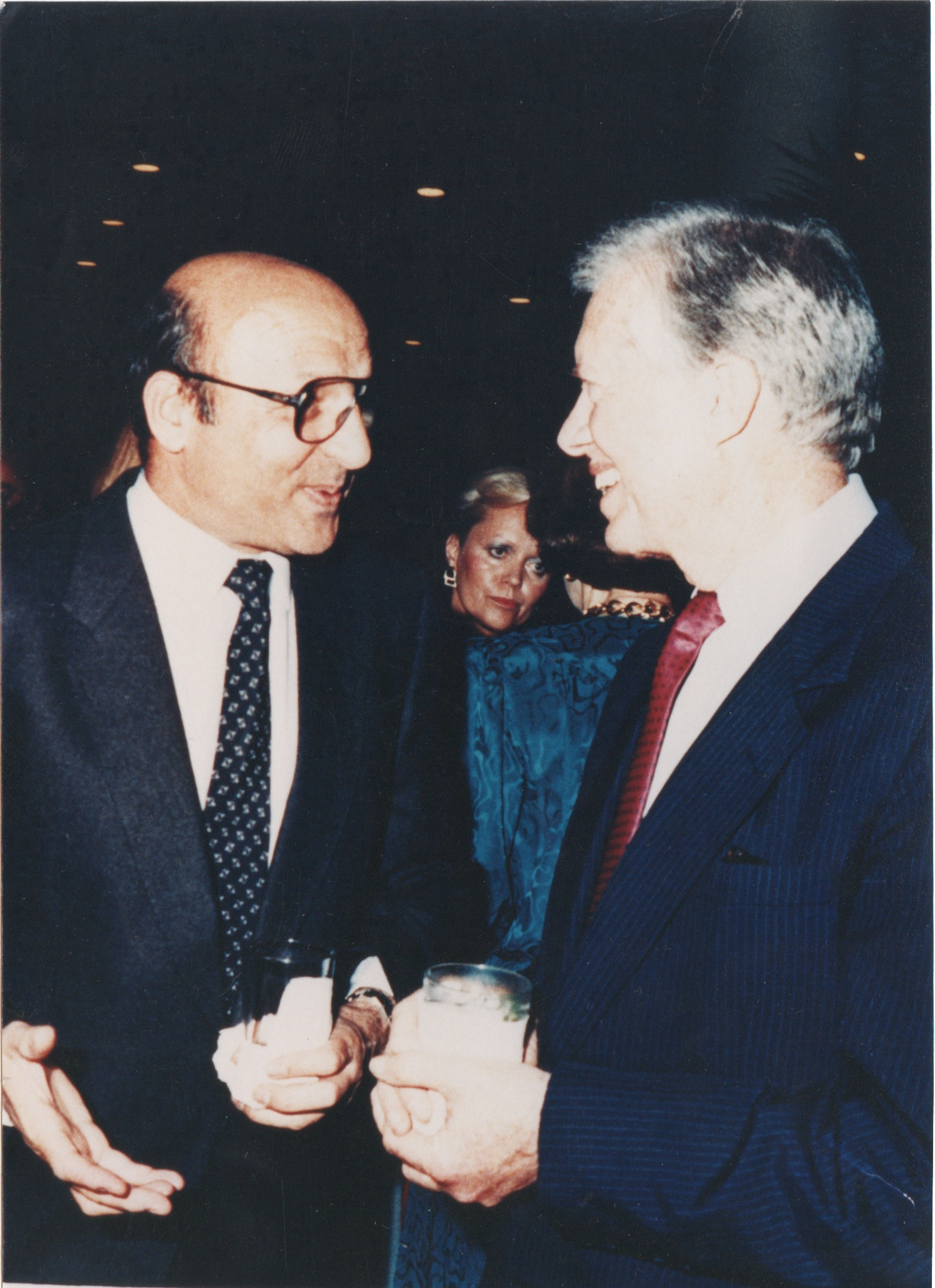
سفيان التل مع الرئيس الأمريكي الأسبق كارتر

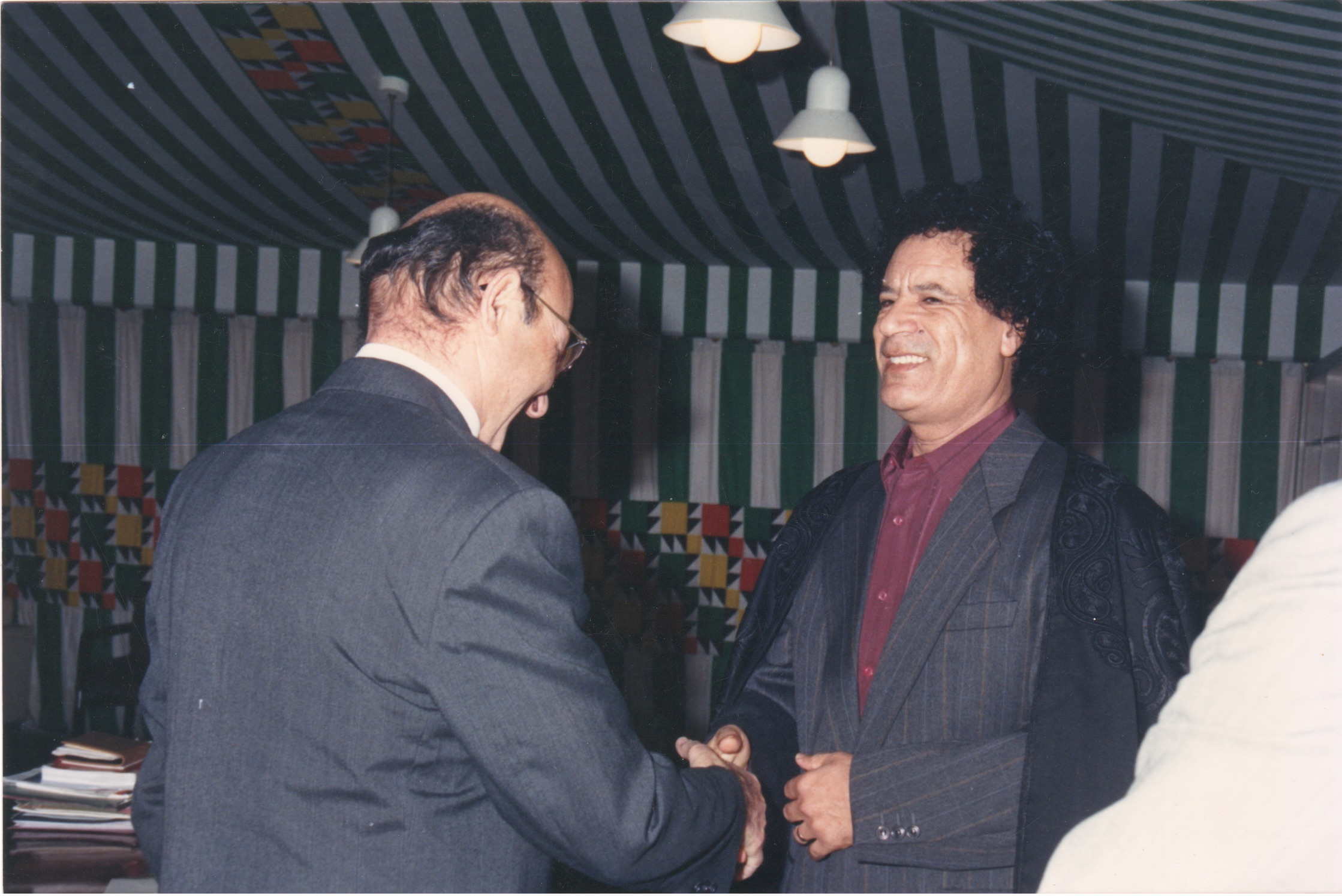
سفيان التل مع الرئيس الليبي الراحل معمر القذافي في خيمته

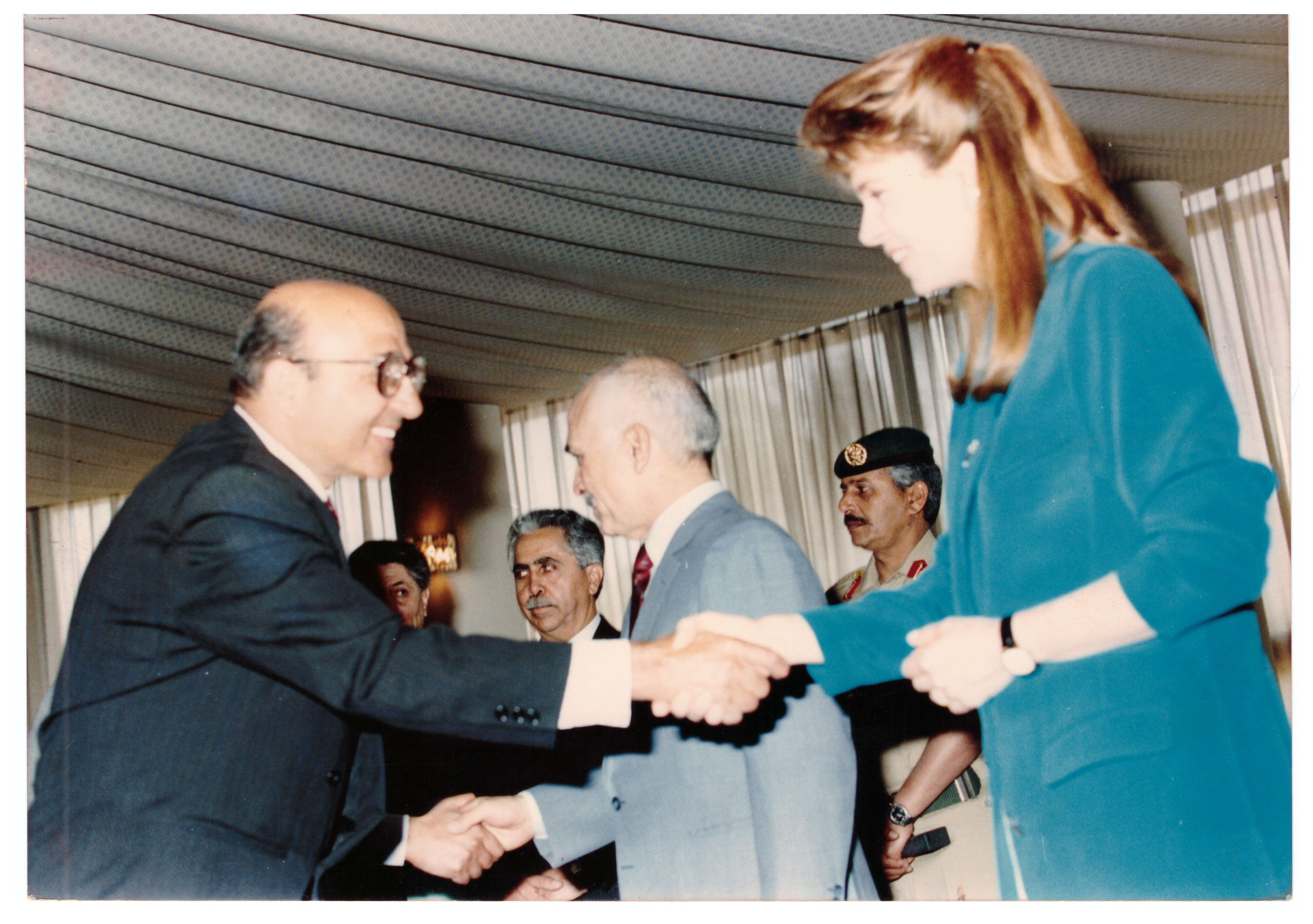
سفيان التل مع الملكة نور الحسين بمناسبة إعلان الاستراتجية الوطنية لحماية البيئة في الأردن أيار 1992

- حاور الرئيس الأمريكي الأسبق جيمي كارتر والرئيس الليبي معمر القذافي والملك كارل السادس عشر غوستاف الذي منحه وسام النجم القطبي بمرتبة قائد عام 1989 وكما حاور الرئيس ياسر عرفات.[9]

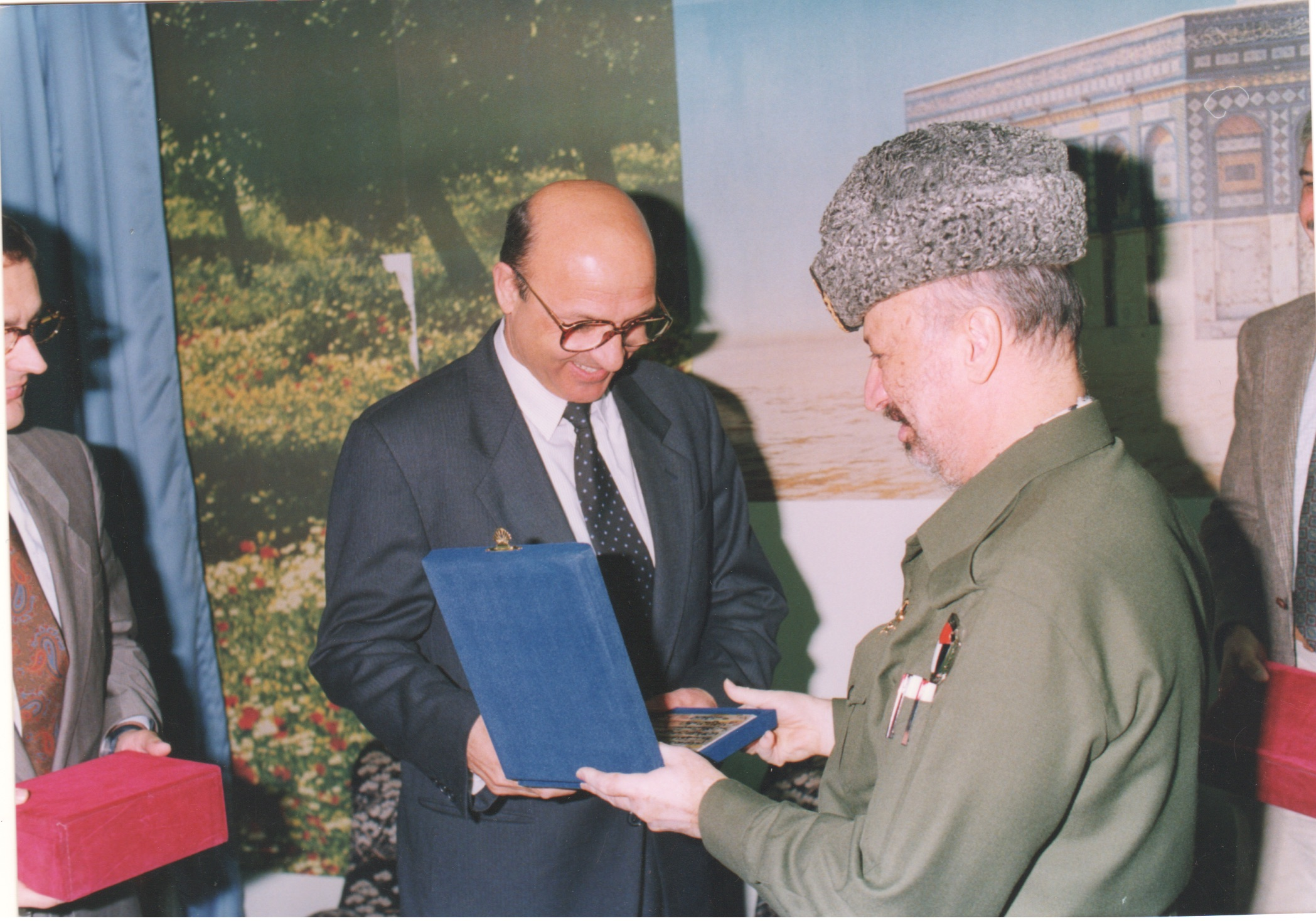
- سفيان التل مع الرئيس الفلسطيني الراحل ياسر عرفات

- عمل مديرًا لتحرير سلسلة كتب عالم البيئة التي تصدر عن مؤسسة جائزة زايد الدولية للبيئة. وقد صدر عنها خلال فترة ادارته (13) كتابًا. وحصل على درع جائزة زايد الدولية للبيئة.
- ينشط باستمرار في مساهمات فاعلة في الصحافة ووسائل الاعلام العربية المختلفة، والتي تدور حول عدد من القضايا الساخنة، مثل، مفاعل ديمونة [10] الإسرائيلي، المفاعلات النووية العربية، وقضايا أسلحة اليورانيوم المستنفد، والأمن المائي العربي، وقناة البحرين.
- أُجريت معه عشرات المقابلات والمُداخلات والبرامج التلفزيونية، في عدد من القنوات الفضائية العربية والعالمية، ومنها على سبيل المثال. قناة الجزيرة[11] وهيئة الإذاعة البريطانية (BBC)، وسكاي نيوز عربية، و(CNN)، وروسيا اليوم (RT) والدوتشه فله (DW)، والميادين، وقناة العالم، وقناة المنار، وقناة العربية، فضلًا عن عدّة محطات تلفزيونية عراقية وسورية ومصرية وسعودية وإماراتية وسودانية وفلسطينية وتركية وكردية وشمال أفريقية، وغيرها.
- قدّم عشرات المحاضرات في معظم الجامعات الأردنية، والأحزاب والتنظيمات السياسية والنقابات المهنية، وفي المنتديات والمنظمات النسائية والشبابية، ومؤسسات المجتمع المدني الأُخرى. وركزّت هذه المحاضرات على عدد من القضايا المفصليّة الاستراتيجية، مثل، مكافحة الفساد، تزوير الانتخابات البرلمانية والبلدية، المُتاجرة بالمفاعلات النووية ونفاياتها المشعة واليورانيوم المستنفد، والخردة المشعة.
- كما وشملت هذه المحاضرات موضوعات الفكر المدني[12] والطاقة البديلة والمتجددة كالشمس والرياح، وكذلك شملت مفاعل ديمونة وتسريباته المشعة، والنفط والغاز[13]، وقناة البحرين، والأمن المائي العربي[14]، مع التشديد على الدور السلبي للأنظمة العربية في هذا المجال، وإهمالها لهذه الملفات الخطيرة، ما كان سببًا رئيسيًا لتخلّف العالم العربي وتراجعه بين الأمم.
- ينشط في جميع الحقول والميادين السابقة عبر وسائل التواصل الاجتماعي، يركّز على تنبيه الأجيال الوطنية والعربية الشابة لجملة المخاطر والقضايا التي تمسّ حاضر ومستقبل العرب ومجتمعاتهم.
- يمتلك حاليًا ويدير المركز الدولي للتخطيط والبيئة في عمّان.
- يشغل منصب رئيس اللجنة الوقفية لمتحف رئيس الوزراء الأردني الراحل وصفي التل. [15]

## الحياة الشخصية
تزوج من السيدة لميس أبو حسان في حزيران 1972.  لديه خمسة أبناء.

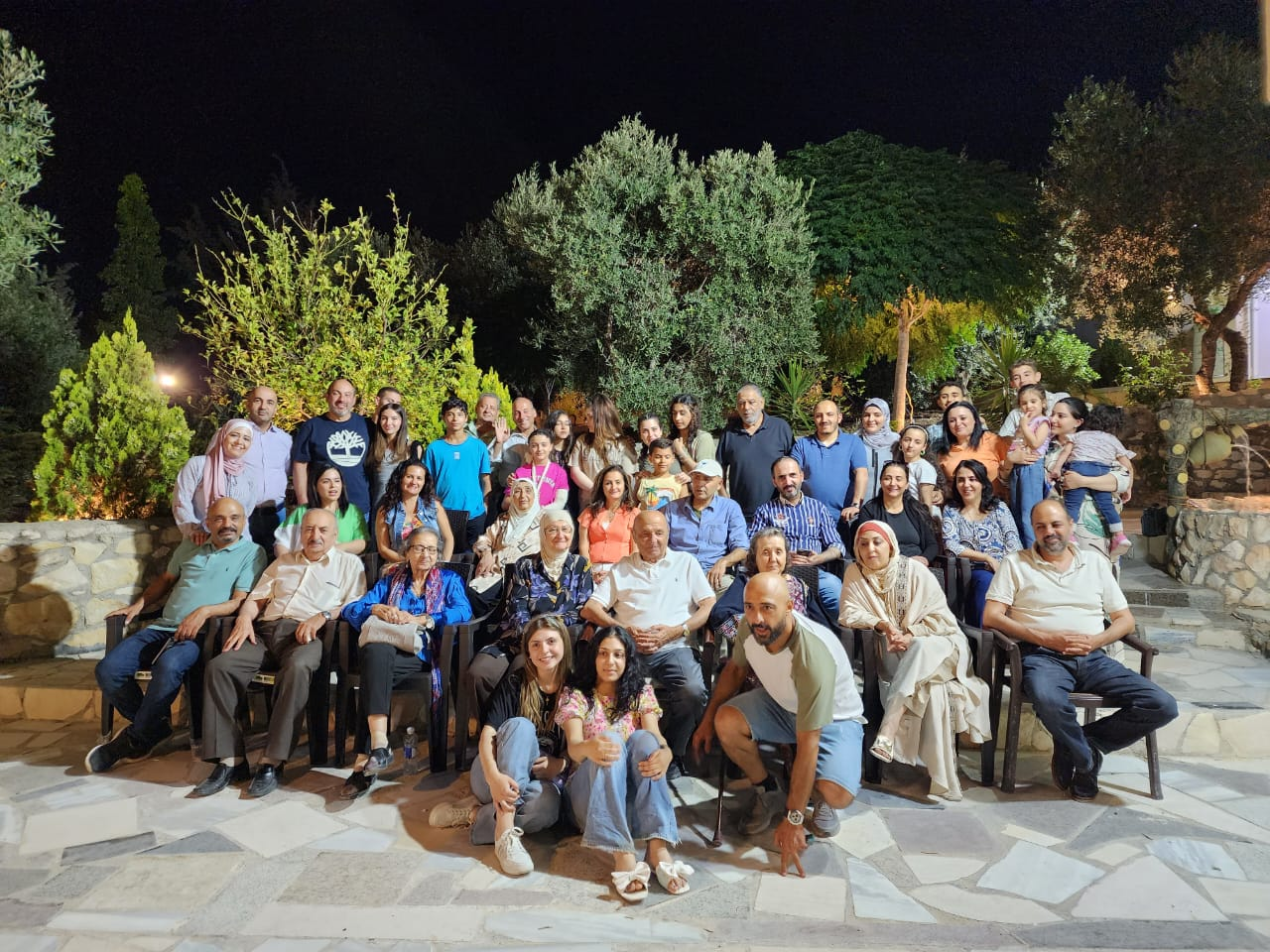
الدكتور سفيان التل يتوسط بعض أفراد عائلته

## الجوائز
حاز الدكتور سفيان التل على كأس التأليف الهندسي من نقابة المهندسين الأردنيين، عام   1983 كما كان محكما لدراسات التخطيط والبيئية ومشرفا على رسائل الماجستير والدكتوراه لعدد من الجامعات الأردنية والعربية.

## المؤلفات
1. الهيمنة الصهيونية على الأردن.[17]
2. السلطة ومعضلة حرية الرأي والتعبير في الأردن قضية الدكتور سفيان التل والدكتور موفق محادين نموذجا.
3. مواقف واراء نقدية.
4. الأمن المائي العربي.
5. مفاعل ديمونة.
6. اليورانيوم المستنزف وتأثيره على المواطن الأردني.
7. استراتيجية البيئة لدولة الكويت.[18]
8. البيئة والشباب.
9. حالة البيئة في الأردن.
10. كود التصريف الصحي للمباني.
11. كود النفايات.
12. التخطيط الإقليمي والتجربة الأردنية.[19]
13. التخطيط الحضري والإقليمي في الأردن على اعتبار خاص لمحافظة اربد (رسالة دكتوراه).
14. التحليل الإقليمي لمحافظة اربد.